# The Last Frontier (1955)
The Last Frontier is een Amerikaanse western uit 1955 onder regie van Anthony Mann. Destijds werd de film in Nederland uitgebracht onder de titel De redder van Fort Shallan.

## Verhaal
Kolonel Frank Marston is verantwoordelijk voor de dood van 1500 man en wordt overgeplaatst naar een afgelegen grenspost in Oregon. Hij wordt er gek van schaamte en droomt van een glorierijke terugkeer. Hij stuurt daarom een groep rekruten op zelfmoordmissie tegen de indianen. Jed Cooper is de enige persoon die hem kan stoppen.

## Rolverdeling
| Acteur          | Personage              |
| --------------- | ---------------------- |
| Victor Mature   | Jed Cooper             |
| Guy Madison     | Kapitein Glenn Riordan |
| Robert Preston  | Kolonel Frank Marston  |
| James Whitmore  | Gus                    |
| Anne Bancroft   | Corinna Marston        |
| Russell Collins | Kapitein Phil Clarke   |
| Peter Whitney   | Sergeant-majoor Decker |
| Pat Hogan       | Mungo                  |